# Dacrydium cupressinum
Espèce
Synonymes
- Dacrydium cupressiforme Carrière[2]
- Thalamia cupressina (Sol. ex G.Forst.) Spreng.[2]

Statut de conservation UICN

 LC  : Préoccupation mineure
Dacrydium cupressinum, communément appelé « rimu », est une espèce d'arbres conifères de la famille des Podocarpaceae, originaire de Nouvelle-Zélande.

## Description

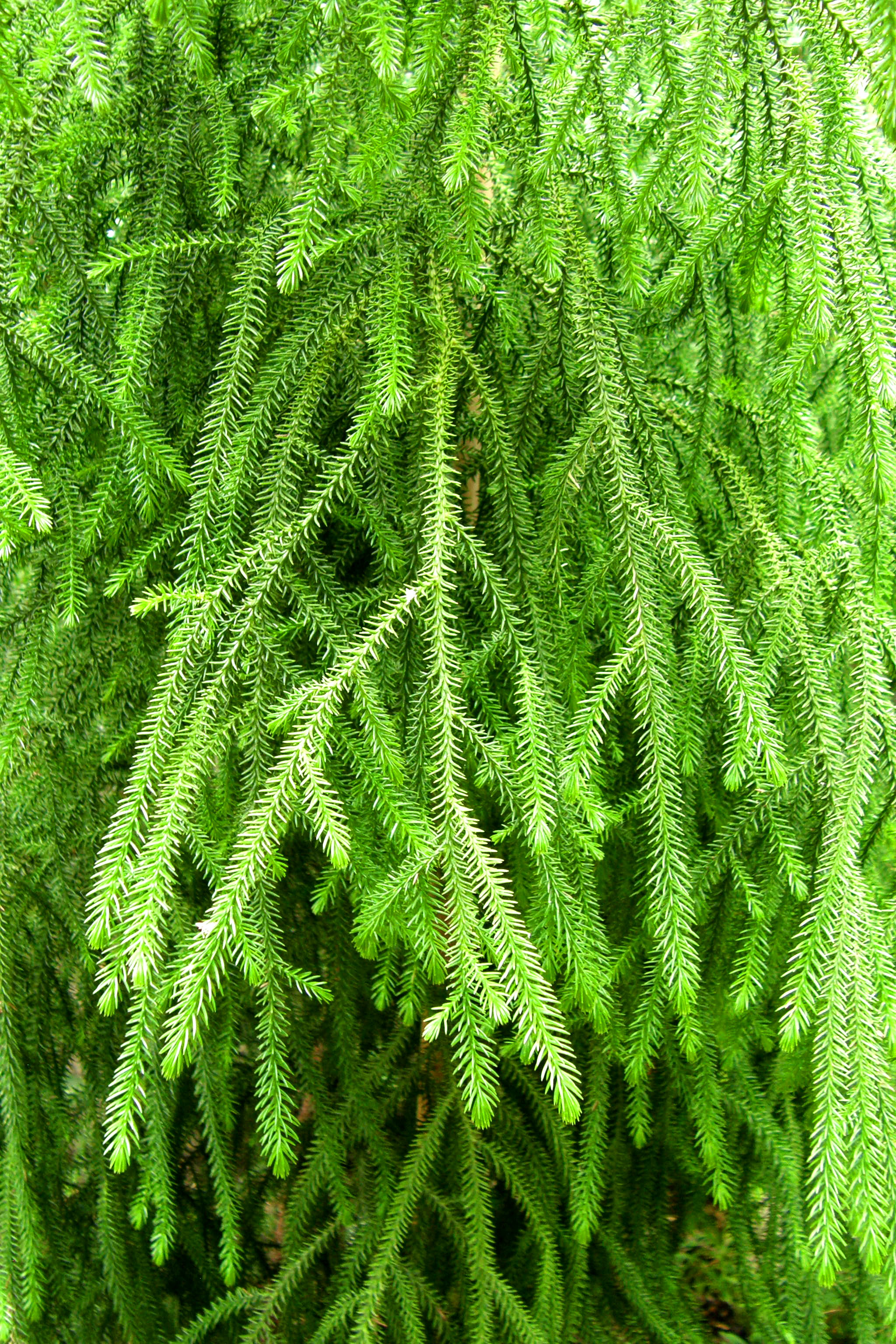
Dacrydium cupressinum (Détail).

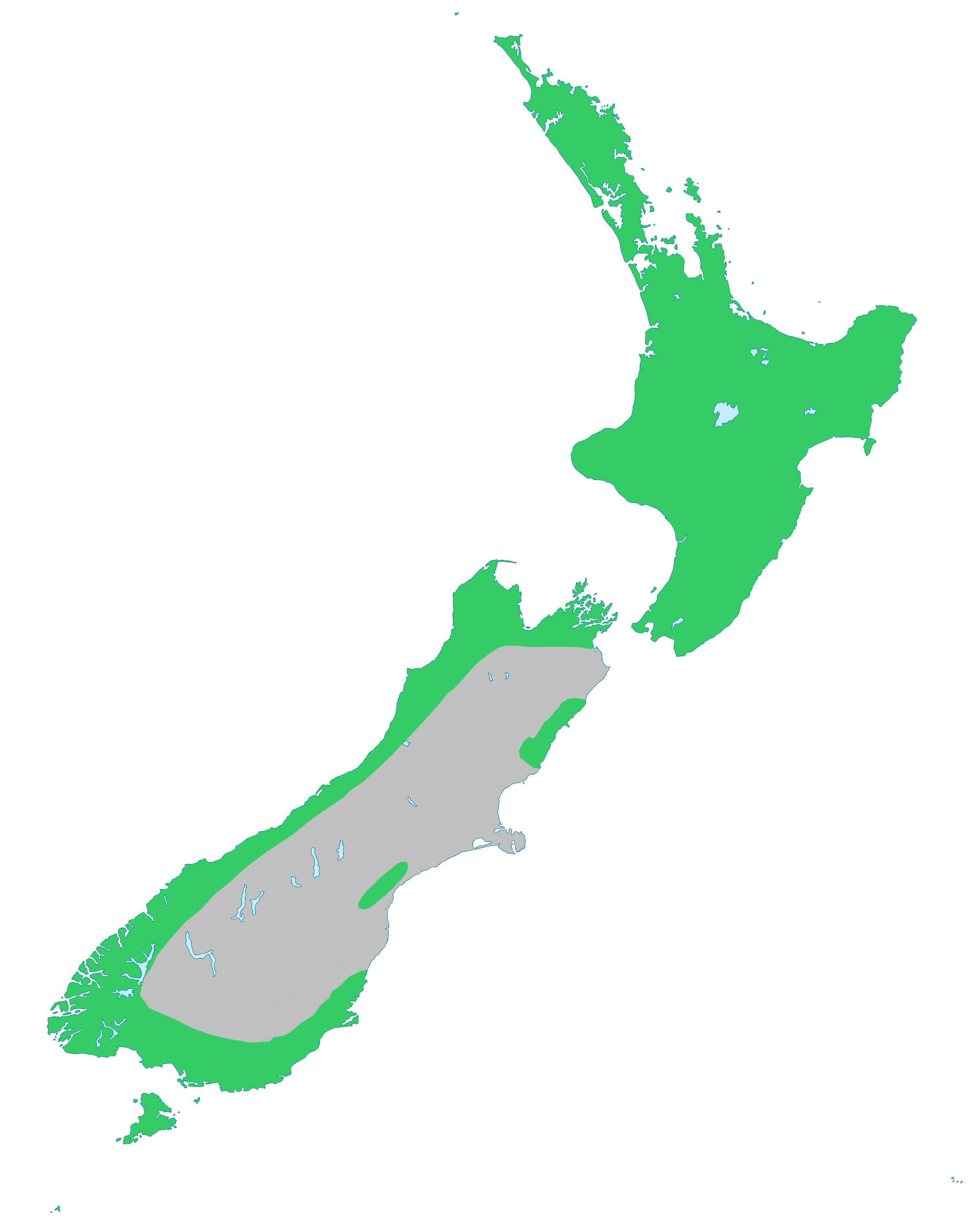
Distribution naturelle.

Dacrydium cupressinum est un arbre à croissance lente qui peut atteindre une hauteur maximale de 50 m, bien que la plupart des grands arbres actuel sont de 20 à 35 m de haut. Il apparaît généralement comme une émergence de la forêt pluviale tempérée feuillue mixte, bien qu'il existe des peuplements presque purs (en particulier sur la côte ouest de l'île du Sud). Il y a des récits historiques faisant état d'arbres exceptionnellement grands, 61 m, dans la forêt dense située à proximité du parc national situé au centre de l'île du Nord, mais ils sont aujourd'hui détruits. Sa durée de vie est d'environ 800 à 900 ans. Le tronc rectiligne de la rimu est généralement de 1,5 m de diamètre, mais peut être plus grand chez les vieux spécimens.